# Programa espacial Libanés
El Programa Espacial Libanés (en árabe: برنامج الفضاء اللبناني) fue una iniciativa propuesta por la Universidad Haigazian en el Líbano en la década de los 60, que giraba en torno a la Sociedad Libanesa de Cohetes, fundada por el armenio Manoug Manougian, la cual ganó fama en el Líbano tras una serie de lanzamientos exitosos de cohetes y en 1962, el presidente Fuad Chehab anunció que financiaría limitadamente al proyecto y lo contactaría con el Ejército Libanés para el desarrollo de armas.

## Sociedad Libanesa de Cohetes
En noviembre de 1960, el instructor de física y matemáticas Manoug Manougian y un pequeño grupo de estudiantes de la Universidad Haigazian fundaron la "Sociedad de Cohetes de la Universidad Haigazian". Con un presupuesto inicial de 750 libras libanesas, donadas por el político Emile Bustani, se dispusieron a preparar cohetes de combustible sólido de dos o más etapas. 
Como consecuencia de la falta de equipos necesarios, el grupo se vio obligado a recurrir a pruebas de vuelo sin ninguna prueba de combustible en los laboratorios. Después de una serie de fracasos, el proyecto finalmente tuvo éxito. En abril de 1961, se lanzó un cohete de combustible sólido de una sola etapa y alcanzó una altitud de aproximadamente un kilómetro. Con mejoras adicionales del sistema de combustible sólido, se lanzó un cohete similar llamado HCRS-3 que llegó hasta 2 kilómetros, usando un campo abierto con vista al Mediterráneo en Dbayeh.
El presidente del Líbano en la época, el general Fuad Chehab se reunió con los miembros de SCUH y otorgó asistencia financiera para el proyecto (diez mil libras para 1961 y quince mil para 1962). Durante 1961 y 1962, la sociedad trabajó en cohetes de dos etapas con mejoras adicionales del sistema de separación, el sistema de combustible sólido y el diseño. El 25 de mayo de 1962, se lanzó el HCRS-7 Cedar , llegando a 11.5 km, con el ejército libanés encargándose de la seguridad del lanzamiento. En el verano de 1962, dos cohetes más, Cedar llB y Cedar llC, fueron lanzados a una distancia de 20 km.
Debido a los éxitos de los lanzamientos, se unieron nuevos miembros y se formó un nuevo grupo en 1962, llamado "Sociedad Libanesa de Cohetes" (árabe: جمعية الصواريخ اللبنانية), produciendo los primeros cohetes del mundo árabe, capaces de vuelo suborbital. 
La Sociedad estaba dirigida por un comité principal de seis miembros y un oficial experto en balística otorgado por el Ejército, Youssef Wehebe. Se planearon más pruebas sobre el diseño y la construcción de cohetes multietapa. El 21 de noviembre de 1962 se lanzó el Cedro-3, que tenía una longitud de 6,80 m y un peso de 1250 kg.
Después de varios otros lanzamientos, ocurrió un accidente durante el verano de 1964, que hospitalizó a 2 estudiantes que se recuperaron. En 1963, se lanzó el cohete Cedro IV, que logró llegar a los 145 kilómetros, acercándose a la altitud de los satélites en órbita terrestre baja. El cohete se conmemoró más tarde en un sello. El último lanzamiento ocurrió el 4 de abril de 1966, y en 1967, por la guerra contra Israel y por temor a una posible invasión, dejó de existir y fue disuelta.

## En la cultura popular
El servicio postal libanés produjo un sello postal en 1964 para conmemorar los 21 años de la independencia libanesa. En la imagen se muestra uno de los cohetes tipo "Cedro".
La sociedad y el programa espacial libanés en general es el tema central de una película de 2012 llamada The Lebanese Rocket Society.